# Tunahan Kuzu
Tunahan Kuzu (Istanboel, 5 juni 1981) is een Nederlands voormalig politicus van Turkse afkomst. Namens de Partij van de Arbeid (PvdA), Groep Kuzu/Öztürk en DENK was hij van  20 september 2012 tot en met 5 december 2023  lid van de Tweede Kamer der Staten-Generaal. In 2025 werd hij na voordracht bij een ledenvergadering, tot voorzitter gekozen van DENK.

## Opleiding en studie
Kuzu groeide op in Maassluis en doorliep het Stedelijk Gymnasium in Schiedam. Van 2001 tot 2007 studeerde hij bestuurskunde aan de Erasmus Universiteit. Gedurende het studiejaar 2002-2003 was hij penningmeester van studentenvereniging Mozaik.

## Politieke carrière
Tussen 2008 en 2012 was Kuzu gemeenteraadslid voor de Partij van de Arbeid in Rotterdam. In de gemeenteraad was hij woordvoerder Werk, Inkomen en Zorg. Tevens heeft hij tussen 2007 en 2012 gewerkt voor PricewaterhouseCoopers als adviseur gezondheidszorg.

### Lid Tweede Kamer
Op 20 september 2012 werd Kuzu lid van de Tweede Kamer namens de Partij van de Arbeid. Hij werd met 23.067 voorkeurstemmen verkozen en eindigde daarmee op de vijfde plaats van de lijst van de PvdA. In de Tweede Kamer voerde hij het woord over de Geestelijke Gezondheidszorg, Maatschappelijke Opvang, Verslavingszorg, Armoede en Schuldhulpverlening. In november 2012 raakte hij in opspraak naar aanleiding van een reclamespotje in relatie met zijn woordvoerderschap. Hierna mocht Kuzu tot maart 2013 niet het woord voeren over het thema zorg in de Tweede Kamer.
Kuzu staat bekend als parlementslid dat niet schuwt zich uit te laten over zaken die de Turkse gemeenschap in Nederland aangaan. Zo riep hij in maart 2013 naar aanleiding van de commotie die was ontstaan rondom het Turkse pleegkind Yunus, samen met zijn fractiegenoot Selçuk Öztürk, Turkse Nederlanders op om "in plaats van verontwaardigd te reageren, verantwoordelijkheid te nemen" en zich aan te melden als pleeggezin.

#### Breuk met PvdA

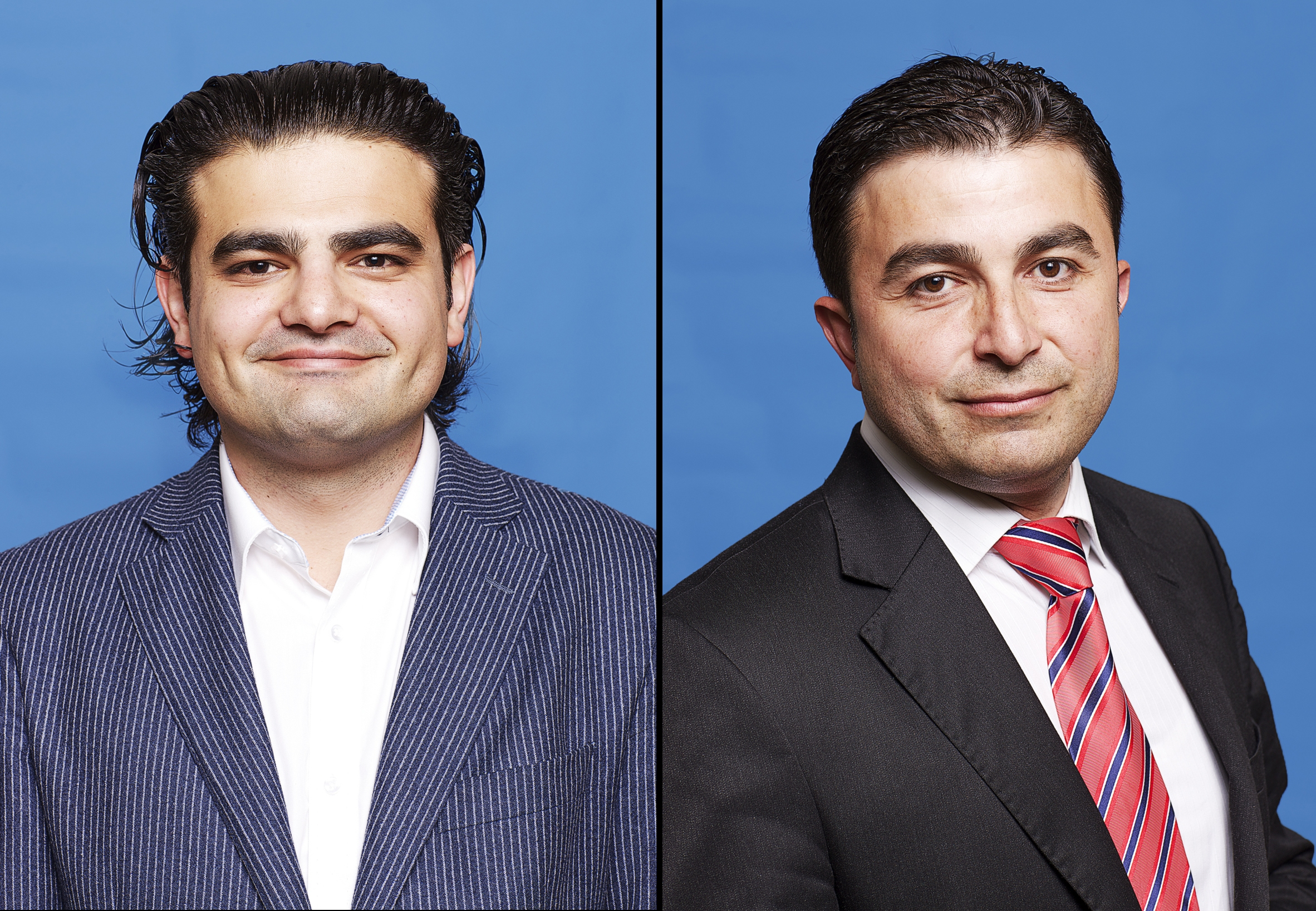
Samen met collega Öztürk (2014-2017)

Op 13 november 2014 moest Kuzu, samen met collega Öztürk, de PvdA-fractie verlaten, nadat zij niet bereid bleken te zijn hun vertrouwen uit te spreken in de opstelling van de eigen fractie in het integratiedebat en in het integratiebeleid van minister Lodewijk Asscher. Kuzu koos ervoor om samen met Öztürk in de Kamer te blijven als lid van de Groep Kuzu/Öztürk. In zijn verklaring op 18 november 2014 gaf Kuzu aan dat de PvdA leek op 'een omgekeerde wasstraat, waar je schoon in gaat en besmeurd uit komt als je niet doet wat de PvdA-top van je eist'. Verder gaf Kuzu aan dat zijn nieuwe beweging zich zal inzetten voor "tolerantie, verdraagzaamheid, acceptatie en verbinding en tegen verrechtsing, verruwing en verharding". Van 18 november 2014 t/m 22 maart 2017 was Kuzu fractievoorzitter van de groep Kuzu/Öztürk.
Tijdens het bezoek van de Israëlische premier Benjamin Netanyahu op 7 september 2016 aan de Tweede Kamer droeg Kuzu een pro-Palestijnse button. Hij weigerde Netanyahu de hand te schudden omdat hij het niet eens was met het beleid van Israël betreffende de bezette gebieden.

#### Politiek leider van DENK
Bij de Tweede Kamerverkiezingen in maart 2017 was Kuzu lijsttrekker voor de mede door hem opgerichte nieuwe politieke partij DENK, die met drie zetels in de Tweede Kamer werd gekozen. Kuzu werd vervolgens opnieuw fractievoorzitter. Op 24 april 2018 trad hij (op tijdelijke basis) als zodanig terug, officieel om meer tijd te kunnen besteden aan de interne organisatie van DENK. Op 2 september 2018 keerde hij terug als voorzitter.
Op 21 maart 2020 maakte Kuzu bekend het fractievoorzitterschap over te dragen aan Farid Azarkan. Ook legde hij het partijleiderschap neer. Tevens kondigde hij aan zich niet verkiesbaar te stellen als lijsttrekker bij de eerstvolgende Tweede Kamerverkiezingen. Daarnaast gaf hij aan uit de politiek te stappen. Naar later bleek was de aanleiding voor die beslissing een buitenechtelijke affaire. Volgens het bestuur van de partij zou Kuzu in 2018 zo'n relatie gehad hebben en tevens grensoverschrijdend gedrag hebben vertoond naar een partijmedewerker. Volgens Kuzu had zijn medeoprichter Öztürk een "politieke broedermoordaanslag" op hem gepleegd. Waarschijnlijk was eerder een machtsstrijd tussen de politieke leider van de partij (Tunahan Kuzu) en de voorzitter van het partijbestuur (Selcuk Öztürk) de oorzaak van het vertrek van Kuzu.
Op 17 mei 2020 herenigden Kuzu, Azarkan en Öztürk zich echter weer, waarmee de ruzie in de partij eindigde. Wel stapte Öztürk op 6 juni per direct op als voorzitter. Statenlid Metin Çelik en gemeenteraadslid Gürcü Polat werden voorgedragen en gekozen om het interim-bestuur te vormen tot de volgende partijverkiezingen.

#### Kritiek
Op 21 mei 2019 deed het CIDI aangifte tegen Holocaustontkennende uitingen van volgers op de Facebook-pagina van Kuzu.

#### Onderscheiding
Bij zijn afscheid van de Tweede Kamer op 5 december 2023 werd hij benoemd tot ridder in de Orde van Oranje-Nassau.